# Kietlice
Kietlice (niem. Kittelwitz, 1936-1945 Kitteldorf) – wieś w Polsce położona w województwie opolskim, w powiecie głubczyckim, w gminie Głubczyce.
Leży na terenie Nadleśnictwa Prudnik (obręb Prudnik).
W latach 1954–1959 wieś należała i była siedzibą władz gromady Kietlice, po jej zniesieniu w gromadzie Ściborzyce Małe.

## Zabytki
Do wojewódzkiego rejestru zabytków wpisane są:
- kaplica cmentarna, obecnie kościół fil. pw. św. Józefa, z 1881 r.
- zagroda nr 50, z poł. XIX w.:
  - dom
  - ogrodzenie z bramą
- zagroda nr 54, z poł. XIX w.:
  - dom
  - budynek gospodarczy.

## Gospodarka
W Kietlicach siedzibę ma Firma Budowlana „Konczalla”, zrzeszona w Cechu Rzemieślników i Przedsiębiorców w Prudniku.